# Sana (Fluss)
Die Sana (serbisch-kyrillisch Сана) ist ein Fluss im Nordwesten von Bosnien und Herzegowina. Sie entspringt nahe Donja Pecka, rund 25 km westlich von Jajce, und mündet in Novi Grad in die Una. Die Sana ist von der Quelle (940 m. i. J.) bis zur Einmündung in die Una (139 m. i. J.) 140,4 Kilometer lang.
Wichtige Zuflüsse sind die Bliha, Dabar, Kozica, Sanica, Zdena, die in der Stadt Sanski Most in die Sana mündet, die Gomjenica, welche ihr bei Prijedor zufließt, und die Japra, welche sie bei Blagaj Japra aufnimmt. Größere Ortschaften an der Sana sind Ključ, Sanski Most, Prijedor und Novi Grad.
Das Quellgebiet der Sana befindet sich im Prozess der touristischen Erschließung. Hierzu wurden Wanderwege angelegt, die unter anderem direkt zur sehenswerten Karstquelle führen, sowie ein Besucherzentrum in Gornja Pecka errichtet. Die natürliche Schönheit der Sana ist allerdings stark beeinträchtigt durch den Bau eines Wasserkraftwerks, das sich nur wenige Hundert Meter flussab der Quelle in Bau befindet (September 2015). Im weiteren Verlauf der Sana sind weitere Kraftwerke in Planung. Der Bau der Wasserkraftwerke ist stark umstritten, da die Ausleitungen den Lebensraum des stark gefährdeten Huchen bedrohen. Für die Population des Huchen zählt die Sana zu den sechs wichtigsten Flüssen Europas. Die Realisierung der Kraftwerke hätte zudem negative Auswirkungen auf die für den Tourismus wichtige Fliegenfischerei.